# Eisenhüttenstadt
Eisenhüttenstadt  (lett. "città delle ferriere") è una città di 24 447 abitanti del Brandeburgo, in Germania. Si trova nel circondario dell'Oder-Sprea.
Eisenhüttenstadt possiede lo status di "Grande città di circondario" (Große kreisangehörige Stadt).

## Geografia fisica
Eisenhüttenstadt si trova sulla riva occidentale dell'Oder, fiume che segna il confine con la Polonia (comune di Cybinka nel voivodato di Lubusz). Lungo la linea dell'Oder, altre città vicine sono Francoforte sull'Oder, circa 25 km a nord, e Guben, 25 km a sud.

## Storia
La città venne fondata nel 1950 come centro industriale, nell'ambito della neonata Repubblica Democratica Tedesca. Dal 1953 al 1961 portò il nome Stalinstadt e, negli anni a cavallo fra i settanta ed i primi novanta, ha avuto un notevole incremento demografico, fino a raggiungere i 53 000 abitanti. Fino al 1993 è stata una città extracircondariale (con targa EH), con un circondario omonimo (Eisenhüttenstadt-Land); in quella data città e circondario entrarono a far parte dell'Oder-Spree, assieme ai circondari di Beeskow e Fürstenwalde. Del comune cittadino fanno parte la frazioni di Diehlo, e quelle molto più antiche di Schönfließ e di Furstenberg Oder.
Quest'ultima, a partire dal 1925, divenne uno dei luoghi in cui i nazisti concentrarono le loro industrie belliche e chimiche e, con lo scoppio della Seconda Guerra Mondiale, sulla riva occidentale del fiume Oder, vi insatallarono un campo di lavoro per prigionieri di guerra, lo Stammlager III B che, insieme allo Stalag III A di Luckenwalde e lo Stalag III C di Alt Drewitz, era parte del Terzo Distretto Militare tedesco con comando a Berlino.
Nello Stalag erano presenti diversi Arbeitskommandos (distaccamenti di lavoro) che garantivano alla aziende della zona il lavoro coatto dei prigionieri. Nel campo erano presenti prigionieri di varie nazionalità: francesi, americani, portoghesi, russi, ucraini, rumeni, slavi, croati, serbi e, dal settembre 1943, anche italiani. Tra di loro, oltre a numerosi alti ufficiali, figuravano personaggi noti come gli attori britannici Peter Butterworthe e Rupert Davies, il campione canadese di baseball Phil Marchildon e lo scrittore e compositore francese André Losay .

## Società

### Evoluzione demografica
- Sviluppo della popolazione dal 1875 entro gli attuali confini (Linea Blu: Popolazione; Linea puntata: Confronto dello sviluppo della popolazione dello Stato del Brandenburgo; Sfondo grigio: Ai tempi del governo nazista; Sfondo rosso: Al tempo del governo comunista)
- Sviluppo recente della popolazione (Linea blu) e previsioni

| Anno | Abitanti |
| ---- | -------- |
| 1875 | 3 850    |
| 1890 | 5 253    |
| 1910 | 7 971    |
| 1925 | 8 997    |
| 1933 | 8 944    |
| 1939 | 8 736    |
| 1946 | 7 697    |
| 1950 | 10 579   |
| 1964 | 36 937   |
| 1971 | 45 762   |
| 1981 | 48 131   |

| Anno | Abitanti |
| ---- | -------- |
| 1985 | 49 086   |
| 1989 | 52 674   |
| 1990 | 51 151   |
| 1991 | 49 330   |
| 1992 | 46 646   |
| 1993 | 47 545   |
| 1994 | 47 770   |
| 1995 | 47 376   |
| 1996 | 46 771   |
| 1997 | 45 697   |

| Anno | Abitanti |
| ---- | -------- |
| 1998 | 44 773   |
| 1999 | 42 884   |
| 2000 | 41 493   |
| 2001 | 40 180   |
| 2002 | 38 628   |
| 2003 | 37 009   |
| 2004 | 35 884   |
| 2005 | 34 818   |
| 2006 | 33 914   |
| 2007 | 33 091   |

| Anno | Abitanti |
| ---- | -------- |
| 2008 | 32 214   |
| 2009 | 31 689   |
| 2010 | 31 132   |
| 2011 | 27 795   |
| 2012 | 27 410   |
| 2013 | 27 205   |
| 2014 | 27 444   |
| 2015 | 30 416   |
| 2016 | 26 325   |
| 2017 | 25 057   |

| Anno | Abitanti |
| ---- | -------- |
| 2018 | 24 633   |
| 2019 | 23 878   |

Fonti dei dati sono nel dettaglio nelle Wikimedia Commons..

## Geografia antropica
Appartengono alla città di Eisenhüttenstadt le frazioni (Ortsteil) di Diehlo, Fürstenberg (Oder) e Schönfließ.

## Gemellaggi[6]
- Dimitrovgrad, Bulgaria
- Drancy, Francia
- Głogów, Polonia
- Saarlouis, Saarland, Germania

## Galleria d'immagini

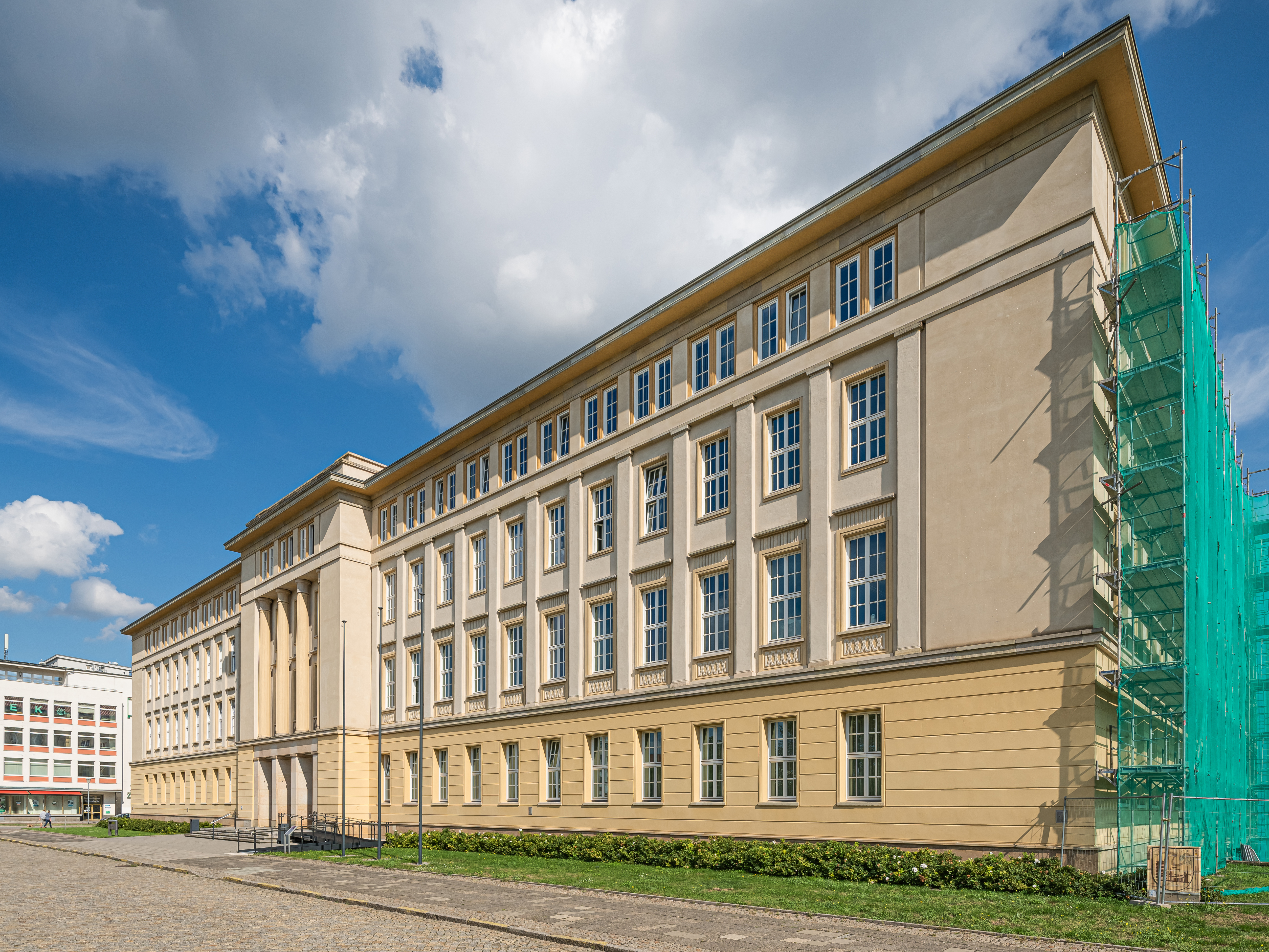
Il municipio
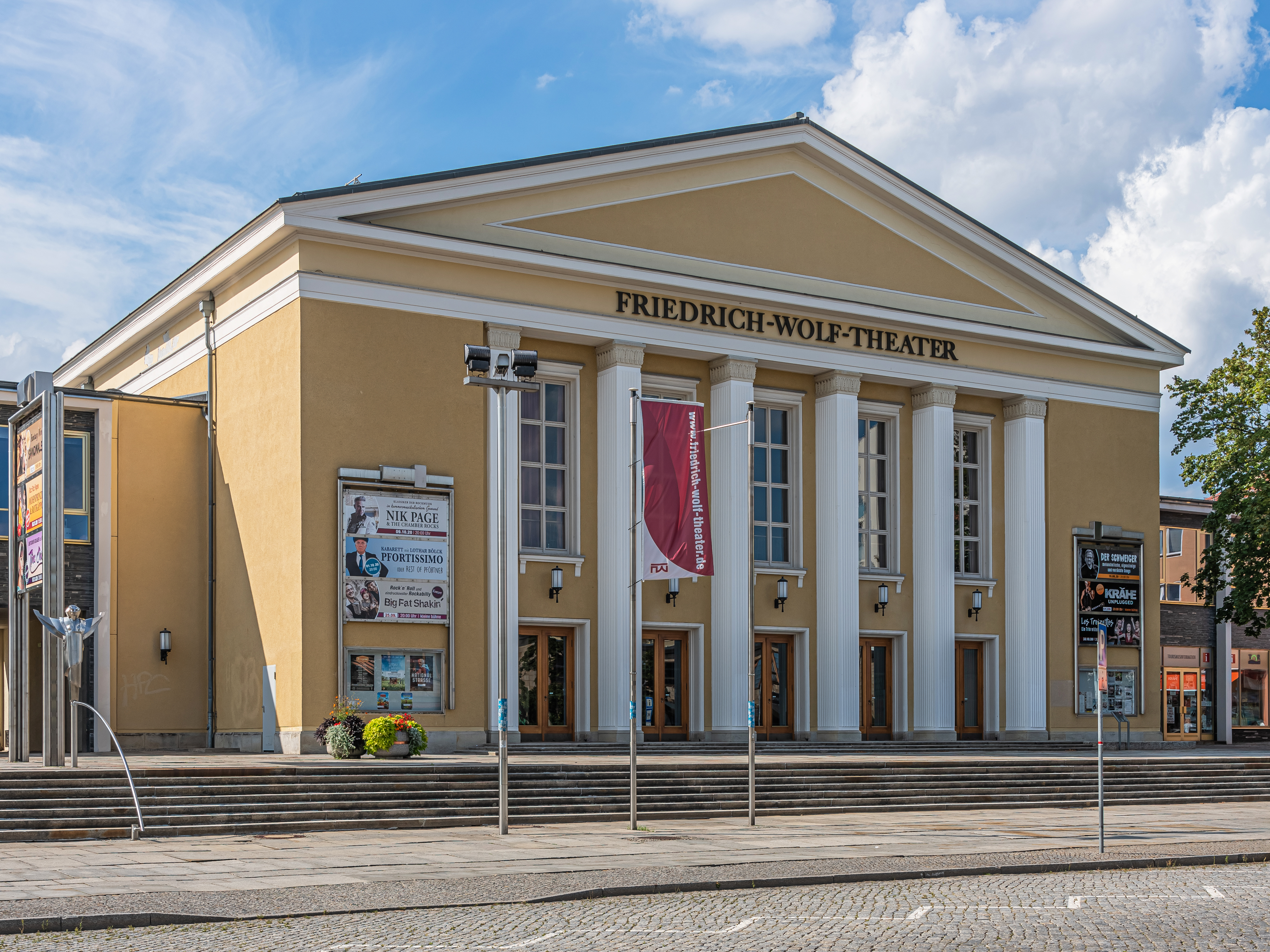
Teatro Friedrick Wolf
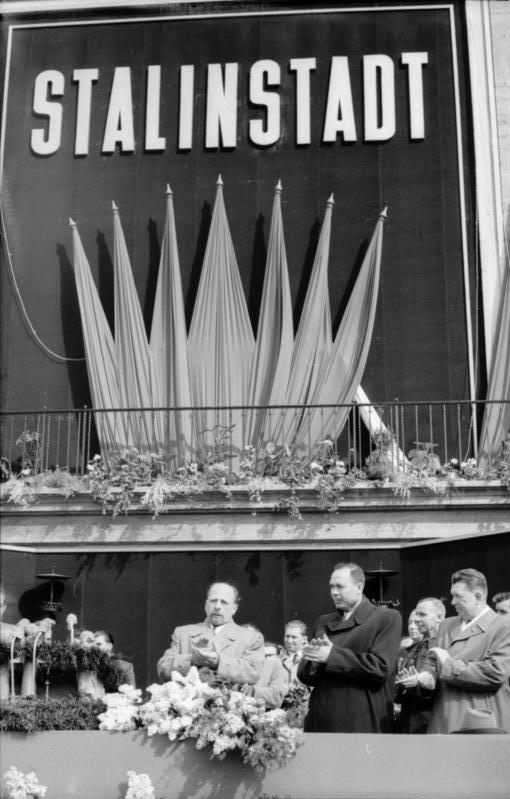
Walter Ulbricht visita la città nel 1953.